# Kolej górska
Kolej górska – linia kolejowa, która prowadzi przez pasmo górskie lub przecina je. Trasa przeważnie prowadzi w trudnym topograficznie terenie, zwykle przez przełęcze i musi pokonywać duże różnice wzniesień, czego dokonuje nie tylko przez strome nachylenie, ale także sztuczne wydłużanie trasy.
Kolej górska może mieć typowy napęd adhezyjny przy wzniesieniach do 75 promili, przy większych wzniesieniach stosowana jest kolej zębata (warunkująca jednak ograniczenie prędkości eksploatacyjnej w porównaniu z koleją adhezyjną), terenowa lub wisząca kolej linowa.
Linie górskie cechują się skomplikowanym profilem podłużnym i poprzecznym, większymi pochyłościami, ciaśniejszymi i liczniejszymi łukami niż na liniach nizinnych oraz obecnością serpentyn, wiaduktów, ścian oporowych, konstrukcji zabezpieczających przed lawinami i tuneli.
Jako pierwszą linię górską w Europie kontynentalnej uważa się zbudowaną w l. 1847-1850 linię Filstalbahn łączącą Stuttgart z Ulm. W 1854 otwarto połączenie kolejowe przez przełęcz Semmering, a w 1867 przez przełęcz Brenner. W 1882 otwarto linię z tunelem pod Przełęczą Gottharda, a dwa lata później pod przełęczą Arlberg. W 1906 oddano zelektryfikowaną prądem trójfazowym linię pod przełęczą Simplon, w 1910 docierającą na wysokość 2253 m n.p.m. linię Berninabahn, w 1913 zelektryfikowaną prądem jednofazowym linię pod przełęczą Lötschberg, a w 1926 linię przez przełęcz Furka.
W II połowie XIX w. oddano do użytku linię transandyjską Lima – La Oroya, osiągającą wysokość 4784 m n.p.m. W 2006 otwarta została najwyżej na świecie położona linia kolejowa do Lhasy.